# Qeqertaq Prins Henrik
Qeqertaq Prins Henrik (duń. Île de France) – niezamieszkana wyspa u wschodnich wybrzeży Grenlandii położona na Morzu Grenlandzkim. Powierzchnia wyspy wynosi 246,1 km², a długość jej linii brzegowej to 71,9 km.